# Football en Lituanie
Le football en Lituanie est le second sport le plus populaire, derrière le basketball.

## Système de divisions
| Niveau | Championnat                            |
| ------ | -------------------------------------- |
| 1      | A Lyga 10 clubs                        |
| 2      | I Lyga 10 clubs                        |
| 3      | II Lyga 20 clubs répartis en 2 groupes |